# Diocesi episcopale del Vermont
La diocesi del Vermont (in latino: Dioecesis de Mons Viridis) è una sede della Chiesa Episcopale situata nella regione ecclesiastica Provincia 1. Nel 2010 contava 6.793 battezzati. È attualmente retta dal vescovo Thomas Clark Ely.

## Territorio
La diocesi comprende l'intero stato del Vermont (Stati Uniti).
Sede vescovile è la città di Burlington, dove si trova la cattedrale di San Paolo (Cathedral Church of St. Paul).
Il territorio si estende su 24.923 km² ed è suddiviso in 49 parrocchie.

## Cronotassi dei vescovi
- John Henry Hopkins (1832 - 1868)
- William H. A. Bissell (1868 - 1893)
- Arthur C. A. Hall (1894 - 1929)
  - William F. Weeks, ausiliare (1913 - 1914)
  - George Y. Bliss, ausiliare (1915 - 1924)
  - Samuel B. Booth, ausiliare (1925 - 1929)
- Samuel B. Booth (1929 - 1935)
- Vedder Van Dyck (1936 - 1960)
- Harvey D. Butterfield (1961 - 1973)
- Robert S. Kerr (1974 - 1986)
  - Daniel L. Swenson, ausiliare (1986)
- Daniel L. Swenson (1987 - 1993)
- Mary Adelia Rosamond McLeod (1993 - 2001)
- Thomas Clark Ely, dal 2001